# 第100猟兵師団
第100猟兵師団(100. Jäger-Division)は、ドイツ陸軍の猟兵師団である。1942年に第100軽歩兵師団（100. Leichte Infanterie-Division）を改編し編成され、主に東部戦線における戦闘に参加した。

## 第100軽歩兵師団
第100軽歩兵師団は1940年10月10日、第17軍管区(Wehrkreis XVII)上オーストリアのトラウン及びインフィアテルにおいて編成された。第18歩兵師団の再編時に余剰となった第54歩兵連隊と第45歩兵師団の3分の1の兵員が基幹となり、さらにクロアチア第369歩兵連隊が師団に含まれていた。
1941年2月中旬、師団は軍事訓練場であるデラースハイムに移され3月4日に到着する。軍事訓練場での演習は師団の配置計画により4月12日から5月1日まで前倒しされていたが、予定されていた師団の配備が間に合わず、師団はOKH予備軍としてデラースハイムに留まることになる。5月31日から6月8日までの間、59両からなる輸送列車で東スロバキアのプレショフに移動し、ここから師団はカルパティア山脈を北上してサン(San)地区に向かって進撃した。6月22日、師団はラディムノ近くのサン地区を横断してコマールノに進軍しリヴィウにおける戦闘の過程で橋頭堡を形成し、退却する赤軍をスターリンラインまで追撃した。7月中旬、スターリンラインを突破し7月下旬にはウーマニの戦いに参加した。戦いの終了後、師団はキエフの戦いに参加し、赤軍部隊をクレメンチュグ近くのドニエプルまで追撃し8月31日、師団はクレメンチュグ南東の川を渡り橋頭堡を形成した。橋頭堡での激しい戦闘は1941年9月中旬まで続いたが9月14日、師団ドネツに向けて前進を続けた。9月18日、師団はポルタバを占領し10月中旬にはコロマックで激しい戦闘を繰り広げ10月下旬、師団はチュグエフ付近に到達した。ドネツでの短い戦闘の後、師団はスターリノ地域へ向かった。気温が-18度を越える中、ノボ・ニコラエフカ近くのミウス川周辺に12月14日まで配置された。1942年1月中旬、イジュム突出部付近を赤軍部隊が突破し、1月19日に師団はその危機に瀕しているグリッシーノ地区に移された。5月、第二次ハリコフ攻防戦に参加し、突破された赤軍部隊は5月27日までに包囲され、壊滅した。数日間の休養の後、師団はハリコフに向けてさらに進撃し、6月中旬からオスコルを越えてドン川に向かう第40軍団(XXXX. Armeekorps)の攻撃に参加した。7月2日、オスコルを横断し、師団はドン川への進撃を続けた。この前進の最中、師団は1942年7月6日に｢第100猟兵師団(100. Jäger-Division)｣へと改編された。

## 第100猟兵師団

### スターリングラードにおける戦闘
第100猟兵師団は、1942年7月6日に前身の第100軽歩兵師団を再編して編成された。師団はドン方面に向かい前進し、7月25日までにクレツカジャの南方に到達し、ブシノフカ地区カラチ＝ナ＝ドヌの戦闘で激しい攻防戦を行う。戦闘に勝利した後、師団はさらにドン川の突出部へ進んだ。8月18日、師団は赤軍による激しい抵抗を受け侵攻が行き詰まり、1942年9月18日からは第376歩兵師団と交替し9月23日からスターリングラードに向かい25日に都市に到達した。9月29日、スターリングラードの戦いにおいて師団はボルガ川方面の攻撃命令を受け「テニスラケット」操車場の西を攻撃し、市の中心部と北部の間に展開していた。翌週、師団は建物の争奪戦を行い大きな損失を被り11月下旬、師団は包囲され総兵力は4,688名、兵站は8,675人分が残されていた。「赤い10月」工場における戦闘ではヴォルガ川西岸に配備され、1943年初頭の戦力はそれぞれ3個大隊ごとに「良、可、不可」の状態にあり、10.5cm leFH 18軽榴弾砲23門、7.5 cm GebG 36山砲15門、15cm sFH 18重野榴弾砲3門、 Pak 36Pak40対戦車砲5,6門を配備していたが、1943年1月下旬に師団はスターリングラードにおいて壊滅し一部の部隊は赤軍に降伏した。尚、この師団はスターリングラードの戦いに唯一参加した猟兵師団であった。

### 大戦後半の戦闘
1943年2月、師団の残余部隊を基幹に療養中の兵、交換兵からなる「第100猟兵師団戦闘団(Kampfgruppe 100. Jäger-Division)」がシャフティで編成された。リート・イム・インでは、師団の残余部隊の一部から交換部隊が新設され帰還した兵員はそこに移された。数週間のうちに師団は完全武装され再編は完了した。
5月下旬、師団はクロアチアに移送され、この地における師団の駐留地はパルチザンによる襲撃が少なく、後方を撹乱されずに作戦に集中することができた。7月の初めに師団は1925年生まれの若い新兵を受け入れたが、その中にはドイツ語を解さないスロベニア人とポーランド人が多数含まれていた。
7月から師団は対パルチザン戦のために動員されビロゴラとパプークとプスニ山地に配置される。7月16日、師団はこの地域で活動していたパルチザン部隊の分断に成功するが、パルチザンの完全な掃討には至らなかった。8月下旬、師団はアルバニアに移され、師団はここでも1944年2月下旬までパルチザンとの戦闘に投入された。2月23日、第21山岳軍団は師団をベオグラード地区に移すように命令し、3月3日には第297歩兵師団と交替し6日から列車でベオグラード北部の地域へ移動し、ハンガリー侵攻作戦に備えた。
3月23日、師団はブダペストへの侵攻命令を受け、そこに駐留していたハンガリー軍部隊を武装解除した。ブダペストに向かう途中、師団はブルツェザニー地区の第2SS装甲軍団に配属された。師団はその後、第2SS装甲軍団の一部としてストリパへ向かいカームヤネツィ＝ポジーリシクィイを制圧した。師団はその後、防衛のためにストリパの西岸に駐留する。
師団は7月13日にブロードィ地域へ赤軍の攻勢が始まるまで留まり、7月15日にはソソスノフでの赤軍の攻撃が師団によって撃退された。7月19日、師団は8月20日夜にコロピエツ川への撤退命令を受け、カルパティア山脈を通っての撤退となった。7月22日に師団はリヴィウの保護地区に到達した。7月28日、師団はドリーナ地方のカルパティア山脈の麓を巡った3週間に渡る戦闘に勝利し、9月19日まで占拠していた。その後、師団は西へ後退し次に南西へと後退していった。9月22日、師団はサン地区を横断し10月にはチロカタル峠で戦い、10月下旬にはスロバキア・ハンガリー国境の「ルートヴィヒ線」に到達した。
1944年11月初旬、師団の担当地域は幾分落ちついており、戦闘は沈静化していた。11月25日、空軍から兵員が補充され最前線に移動しヘルラニーの南部に展開していた。12月中旬から激しい戦闘が繰り広げられ1945年1月中旬に師団は、ポプラト地区への帰還命令を受け、師団はレボチャ経由でボッパルトに戻り補充再編され、そこから列車でオーバー・シュレージェンへ移された。ここでは郷土防衛大隊(Landesschützen-Bataillon)と国民突撃隊から人員を補充し師団は補強された。師団はヘイデブレックの北部に移送されコーゼル地区に展開し、直ちに赤軍部隊との激しい戦闘が開始された。月末、師団はクラピッツ地区に移ったが、シュレージェンにおける前線の部隊は別々に配備されていた。2月、師団はグロットカウに展開していたがその後ブレスラウの南方で激しい戦闘が勃発し、ヤウアーを経由して撤退戦を行うことになる。師団は南下しボルケンハイン、ランドシュット、リバウを経由してトラウテナウ地域に撤退し、終戦時に赤軍に降伏した。

## 備考

### 作戦地域
| 年     | 月日     | 軍団 (Armee-Korps)                                            | 軍 (Armee)                            | 軍集団 (Heeresgruppe)         | 師団本部                    |
| ------ | -------- | ------------------------------------------------------------- | ------------------------------------- | ----------------------------- | --------------------------- |
| 1940年 | 10月10日 | 第51軍団 (LI. Armeekorps)                                     | 第2軍 (2. Armee)                      | C軍集団 (Heeresgruppe C)      | 第17軍管区 (Wehrkreis XVII) |
| 1941年 | 1月      | 第51軍団 (LI. Armeekorps)                                     | 第2軍 (2. Armee)                      | C軍集団 (Heeresgruppe C)      | 第17軍管区 (Wehrkreis XVII) |
| 1941年 | 3月30日  | 第55軍団 (LV. Armeekorps)                                     | 第11軍 (11. Armee)                    | C軍集団 (Heeresgruppe C)      | 第17軍管区 (Wehrkreis XVII) |
| 1941年 | 5月      | 再編                                                          | 第11軍 (11. Armee)                    | -                             | 第17軍管区 (Wehrkreis XVII) |
| 1941年 | 5月27日  | 第52軍団 (LII. Armeekorps)                                    | 第17軍 (17. Armee)                    | 南方軍集団 (Heeresgruppe Süd) | ウーマニ                    |
| 1941年 | 6月22日  | 第39軍団 (XXXXIX. Armeekorps)                                 | 第17軍 (17. Armee)                    | 南方軍集団 (Heeresgruppe Süd) | ウーマニ                    |
| 1941年 | 6月28日  | 第52軍団 (LII. Armeekorps)                                    | 第17軍 (17. Armee)                    | 南方軍集団 (Heeresgruppe Süd) | キエフ                      |
| 1941年 | 10月     | 第55軍団 (LV. Armeekorps)                                     | 第17軍 (17. Armee)                    | 南方軍集団 (Heeresgruppe Süd) | ポルタヴァ                  |
| 1941年 | 11月     | 第11軍団 (XI. Armeekorps)                                     | 第6軍 (6. Armee)                      | 南方軍集団 (Heeresgruppe Süd) | ハリコフ                    |
| 1941年 | 12月     | 自由運用 (z. Vfg.)                                            | 第1装甲軍 (1.Panzerarmee)             | 南方軍集団 (Heeresgruppe Süd) | ミウス                      |
| 1942年 | 1月      | 第14自動車化軍団 (14. Armeekorps (mot.) "Gruppe Wietersheim") | 第1装甲軍 (1.Panzerarmee)             | 南方軍集団 (Heeresgruppe Süd) | タガンログ                  |
| 1942年 | 2月      | 第3軍団 (III. Armeekorps)                                     | クライスト軍集団 (Armeegruppe Kleist) | 南方軍集団 (Heeresgruppe Süd) | タガンログ                  |
| 1942年 | 6月11日  | 第40自動車化軍団 (XXXX. Armeekorps (mot.) )                   | 第6軍 (6. Armee)                      | 南方軍集団 (Heeresgruppe Süd) | ドン                        |

(第100猟兵師団編成後)
| 年     | 月日    | 軍団 (Armee-Korps)                          | 軍 (Armee)                | 軍集団 (Heeresgruppe)                         | 師団本部                 |
| ------ | ------- | ------------------------------------------- | ------------------------- | --------------------------------------------- | ------------------------ |
| 1942年 | 7月     | 第40装甲軍団 (XXXX. pz.)                    | 第6軍 (6. Armee)          | 南方軍集団 (Heeresgruppe Süd)                 | ドン川突出部             |
| 1942年 | 8月     | 第11軍団 (XI. Armeekorps)                   | 第6軍 (6. Armee)          | B軍集団 (Heeresgruppe B)                      | スターリングラード       |
| 1942年 | 10月    | 第51軍団 (LI. Armeekorps)                   | 第6軍 (6. Armee)          | B軍集団 (Heeresgruppe B)                      | スターリングラード       |
| 1942年 | 12月    | 第51軍団 (LI. Armeekorps)                   | 第6軍 (6. Armee)          | ドン軍集団 (Heeresgruppe Don)                 | スターリングラード       |
| 1943年 | 1月     | 第51軍団 (LI. Armeekorps)                   | 第6軍 (6. Armee)          | ドン軍集団 (Heeresgruppe Don)                 | スターリングラード       |
| 1943年 | 4月     | 再編 (in Aufstellung)                       | -                         | -                                             | クロアチア               |
| 1943年 | 6月     | クロアチア独立国軍属 (Kroatien)             | -                         | E軍集団 (Heeresgruppe E)                      | アルバニア               |
| 1943年 | 9月     | 第21山岳軍団 (XXI. Gebirgs-Korps)           | 第2装甲軍 (2.Panzerarmee) | F軍集団 (Heeresgruppe F)                      | アルバニア               |
| 1944年 | 1月     | アルバニア占領軍令部 (Dt. General Albanien) | -                         | -                                             | アルバニア               |
| 1944年 | 4月     | 第2SS装甲軍団 (II.SS-Panzerkorps)           | 第1装甲軍 (1.Panzerarmee) | 北ウクライナ軍集団 (Heeresgruppe Nordukraine) | テルノーピリ             |
| 1944年 | 5月     | 第24軍団 (XXIV. Armeekorps)                 | 第1装甲軍 (1.Panzerarmee) | 北ウクライナ軍集団 (Heeresgruppe Nordukraine) | ブロディ                 |
| 1944年 | 8月     | 第49山岳軍団 (XXXXIX. Gebirgs-Korps)        | 第1装甲軍 (1.Panzerarmee) | 北ウクライナ軍集団 (Heeresgruppe Nordukraine) | カルパティア山脈         |
| 1944年 | 9月19日 | 第49山岳軍団 (XXXXIX. Gebirgs-Korps)        | 第1装甲軍 (1.Panzerarmee) | 北ウクライナ軍集団 (Heeresgruppe Nordukraine) | カルパティア山脈         |
| 1944年 | 9月27日 | 第49山岳軍団 (XXXXIX. Gebirgs-Korps)        | 第1装甲軍 (1.Panzerarmee) | A軍集団 (Heeresgruppe A)                      | カルパティア山脈         |
| 1945年 | 1月     | 第11軍団 (XI. Armeekorps)                   | 第1装甲軍 (1.Panzerarmee) | A軍集団 (Heeresgruppe A)                      | クロアチア               |
| 1945年 | 2月     | 第8軍団 (VIII. Armeekorps)                  | 第17軍 (17. Armee)        | 中央軍集団 (Heeresgruppe Mitte)               | オーバー・シュレージェン |

### 戦闘序列
(1942年)
- 第54歩兵連隊

(Infanterie-Regiment 54)
- 第227歩兵連隊

(Infanterie-Regiment 227)
- 第83砲兵大隊

(Artillerie-Abteilung 83)
- 第100野戦補充大隊

(Feldersatz-Bataillon 100)
- 第100対戦車猟兵大隊

(Panzerjäger-Abteilung 100)
- 第100偵察大隊

(Aufklärungs-Abteilung 100)
- 第100工兵大隊

(Pionier-Bataillon 100)
- 第100師団附属通信大隊

(Divisions-Nachrichten-Abteilung 100)
- 第100輸送師団司令部

(Divisions-Nachschubführer 100)
(1942年7月)
- 第54猟兵連隊

(Jäger-Regiment 54)
- 第227猟兵連隊

(Jäger-Regiment 227)
- 第83砲兵連隊

(Artillerie-Regiment 83)
- 第100野戦補充大隊

(Feldersatz-Bataillon 100)
- 第100対戦車猟兵大隊

Panzerjäger-Abteilung 100
- 第100偵察大隊

(Aufklärungs-Abteilung 100)
- 第100工兵大隊

(Pionier-Bataillon 100)
- 第100師団附属通信大隊

(Divisions-Nachrichten-Abteilung 100)
- 第100輸送師団司令部

(Divisions-Nachschubführer 100)